# Nessbeal
Nessbeal, pseudonimo di Nabil Selhy (Boulogne-Billancourt, 16 agosto 1978), è un rapper francese.
Di origine marocchina, ha esordito nel marzo 2006 con il suo primo album, prodotto da Skread.

## Discografia

### Album in studio
- 2006 - La mélodie des briques
- 2008 - Rois sans couronne
- 2010 - NE2S
- 2011 - Sélection naturelle
- 2022 - Zonard des étoiles

### Mixtape
- 2009 - RSC Sessions Perdues

### EP
- 2023 - Lumières nocturnes
- 2023 - Lumières nocturnes, chapitre 2
- 2024 - Black Summer